# American Tigers
American Tigers ist ein US-amerikanischer Actionfilm aus dem Jahr 1996 von David Worth. Das Drehbuch basiert auf einer Erzählung von Bob Kronovet, der den Film auch produzierte.

## Handlung
Nach einem Sprengstoffanschlag auf den mexikanischen Botschafter beruft der Topterrorist Hooker eine Versammlung verschiedener Terror-Organisationen aus aller Welt ein, die in Los Angeles stattfinden soll. Die US-Regierung, die von dem Plan erfährt, sieht die Chance, die führenden Terroristen auszuschalten. Zu diesem Zweck soll eine Gruppe von Soldaten die Versammlung infiltrieren und angreifen.
Ausführen sollen das Unternehmen sieben zum Tode verurteilte Soldaten, die im Erfolgsfall rehabilitiert werden. General Clay beauftragt Sergeant Major Ransom mit dem Training der Männer. Mit Hilfe der Kampfsportexpertin Cynthia Rothrock werden die Männer einsatztauglich gemacht.
Die Verantwortlichen bekommen Bedenken und wollen den Einsatz durch eine Gruppe Marines durchführen lassen. Doch Clay erreicht, dass seine zum Tode verurteilten Soldaten als letzte Chance gegen die Marines kämpfen dürfen. Die Gewinnergruppe soll den Auftrag erhalten. Ransoms Männer gewinnen den Wettkampf.
Das Unternehmen wird erfolgreich jedoch auch mit Verlusten durchgeführt. Die Terroristen können überwältigt und festgenommen werden, einige werden bei dem Kampf getötet.  Die überlebenden Soldaten werden rehabilitiert und wieder in die Armee aufgenommen, während Ransom sich mit seiner von ihm getrennt lebenden Frau Jessie versöhnt.

## Kritiken
Das Lexikon des internationalen Films bemängelte: „Politische Schwarz-Weiß-Malerei und die Beschwörung von "law and order" machen den langweiligen, teilweise schlecht geschnittenen Film zu einem Ärgernis voller Klischees und Unglaubwürdigkeiten“.
Die Zeitschrift Cinema schrieb: „Trotz Genrestar Rothrock: nur eine Billigversion von ‚Das dreckige Dutzend‘.“ Das Fazit der Redaktion: „Überraschungsfreies Brutalo-Abenteuer“.

## Hintergrund
Der Film wurde in Deutschland am 18. September 1996 uraufgeführt.
Neben Gaststar Cynthia Rothrock, die sich selber spielt, traten mehrere Kampfsportler in Nebenrollen auf. So spielte der finnische Wrestler und Boxer Tony Halme den Todeskandidaten Dettman, der gebürtige Armenier Marco Khan, ebenfalls ein früherer Wrestler, spielte einen der Marines.